# Thymiatris arista
Thymiatris arista är en fjärilsart som beskrevs av Diakonoff 1967. Thymiatris arista ingår i släktet Thymiatris och familjen plattmalar. Inga underarter finns listade i Catalogue of Life.